# Vil·la Comèdia
La Vil·la Comèdia era una vil·la romana propietat de Plini el Jove, a Lierna, a la costa de llac de Como, al nord d'Itàlia. Plini tenia més vil·les al llac de Como; li va escriure al seu amic Voconius Romanus, però, que Vil·la Comèdia i la Vil·la Tragèdia eren les seues preferides. Totes dues vil·les ara són en ruïnes.
En la seua carta a Voconio Romano, Plini va escriure que la Vil·la Tragèdia era en un pujol apartat del llac, però que la Vil·la Comèdia era just vora l'aigua. La gent pensa que la Vil·la Tragèdia era a Bellagio, una petita ciutat al llac de Como. Ningú sap amb certesa on era la Vil·la Comèdia. L'historiador Paolo Giovio (1483-1552) pensava que cap al segle xvi la Vil·la Comèdia era a prop de les aigües del llac. Al 1876, però, un terra romà de mosaic i moltes monedes romanes es trobaren a Lierna, una altra petita ciutat del llac de Como. Molta gent ara pensa que el terra de mosaic era una part de la Vil·la Comèdia. Élisée Reclus també identificà la Vil·la Comèdia, situada a Lierna, un antic poble italià del llac de Como, originàriament utilitzat com a descans d'hivern per a les legions romanes i després, per la seua bellesa, es va convertir en un lloc per als nobles de l'antiga Roma. Com una vil·la en les roques de la qual deriva el nom Li Erna (en la roca).
Plini el Jove escrigué sobre una altra de les seues vil·les del llac de Como al seu amic Caninius Rufus.
Plini heretà una vasta herència de la seua mare al llac Como (praedia materna), de la qual esdevingué el propietari nouvingut a la majoria d'edat, i a la qual era molt aficionat. Plini també heretà de son pare i després de diversos amics i admiradors, com llegim en les seues cartes. Al llac de Como, el recordem per les seues dues vil·les Tragoedia, amb els seus horitzons alts, i Comoedia, davant d'una platja. La Vil·la Comèdia de Plini fou identificada a Lierna per Santo Monti, com ha estat identificat a Lierna per Sigismondo Boldoni.